# Mauro Pinton
Mauro Pinton (Venezia, 10 marzo 1984) è un ex cestista italiano.

## Carriera
Esordisce in prima squadra con i Bears Mestre nella stagione 2001-02, giocata in Serie B1, serie in cui milita per le prime quattro stagioni della sua carriera da professionista. Nel 2003-04 resta in Serie B1 passando da Mestre alla Juvecaserta. L'ultima stagione in Serie B d'Eccellenza (2004-05) prima di passare a categorie superiori la gioca con la Virtus Imola.
Dal 2005 al 2010 ha militato in Legadue: nel 2005-06 con la Sutor Montegranaro, dal 2006 al 2009 con i Crabs Rimini, e nella stagione 2009-10 in prestito alla New Basket Brindisi con cui vince il campionato di Legadue, conquistando così la promozione diretta in Serie A.
Nell'estate del 2010 mantiene la categoria, trasferendosi in Sardegna alla Dinamo Sassari, con cui raggiunge i playoff scudetto uscendo 3-1 ai quarti contro l'Olimpia Milano.
Il 19 luglio 2011 la Dinamo lo riconferma per un'altra stagione ancora, insieme ai compagni di squadra il capitano Manuel Vanuzzo, Brian Sacchetti e Giacomo Devecchi. Il 23 luglio 2012, al termine di una stagione in cui la squadra sassarese, grazie anche al suo contributo, ha raggiunto le semifinali play-off, la Dinamo Sassari comunica il rinnovo per altre due stagioni del suo contratto.
Il 23 luglio 2013 rescinde consensualmente il contratto che lo legava alla società sarda.
Il 1º agosto 2013 viene ufficializzato l'accordo con i siciliani del Barcellona.
In Sicilia si ferma solamente una stagione, infatti il 30 luglio 2014 firma per l'Universo Treviso Basket disputando un campionato di A2.
Dalla stagione 2015-16 si accasa alla Apu Udine vincendo il campionato di serie B nella finale di Montecatini. 
Rimane ad Udine fino alla stagione 2018-19  sempre in A2, mentre dalla stagione 2019-20 scende in Serie B ritornando a giocare a Mestre per 3 stagioni.
Dalla stagione 2022-2023 scende in C Gold firmando alla Virtus Murano, con la quale vince il campionato.

## Palmarès
- Legadue: 1

 N.B. Brindisi: 2009-10
- Campionato italiano di Serie B: 1

 Amici Pall. Udinese: 2015-16
- Campionato Italiano di Serie C gold: 1

Virtus Murano 1954: 2022-23